# Hibiscus trilobus
Espèce
Hibiscus trilobus est une espèce d'arbuste appartenant à la famille des Malvaceae.

## Taxonomie

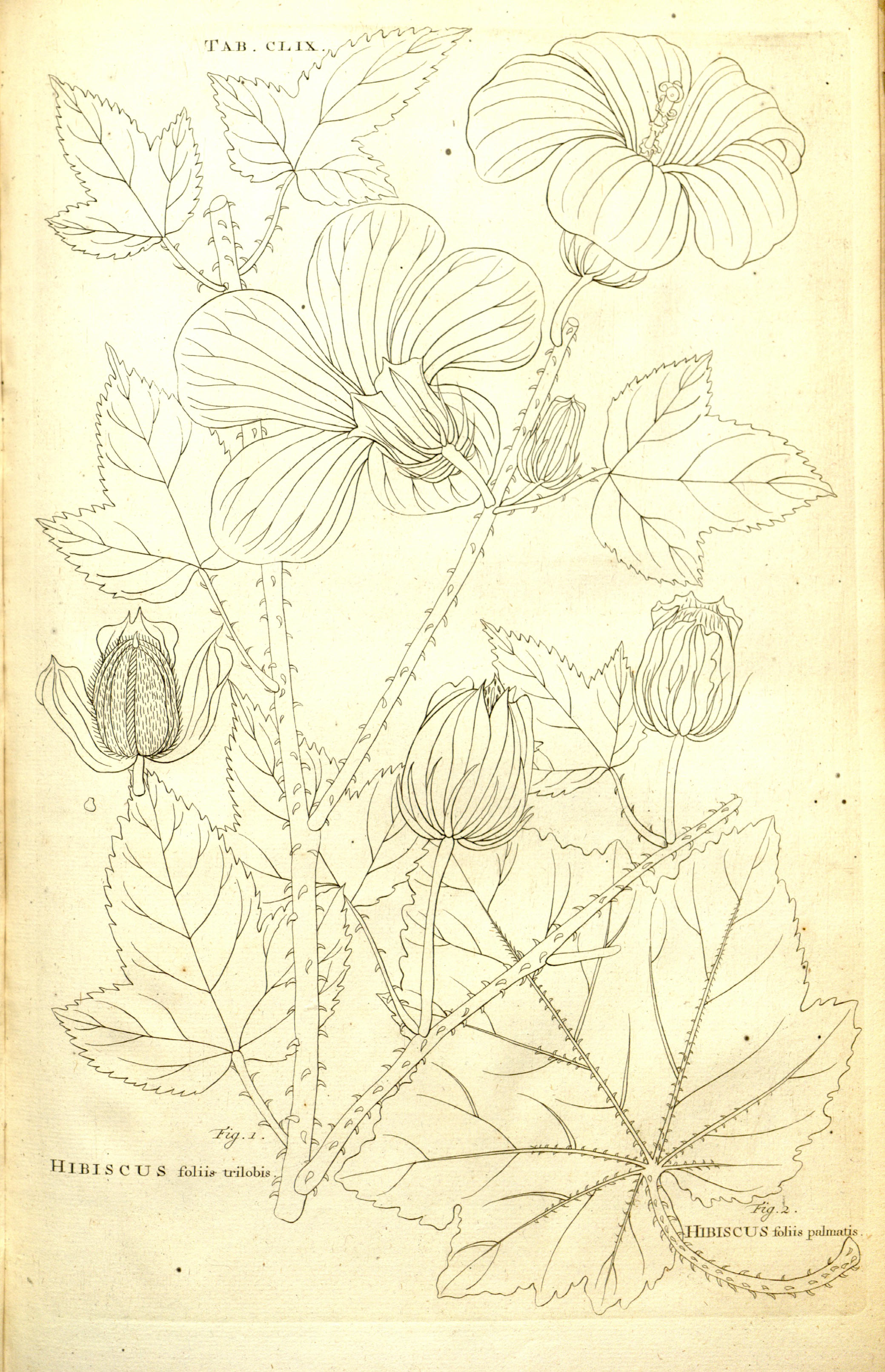
planche type de Hibiscus trilobus d'après Plumier in Burman (1757).

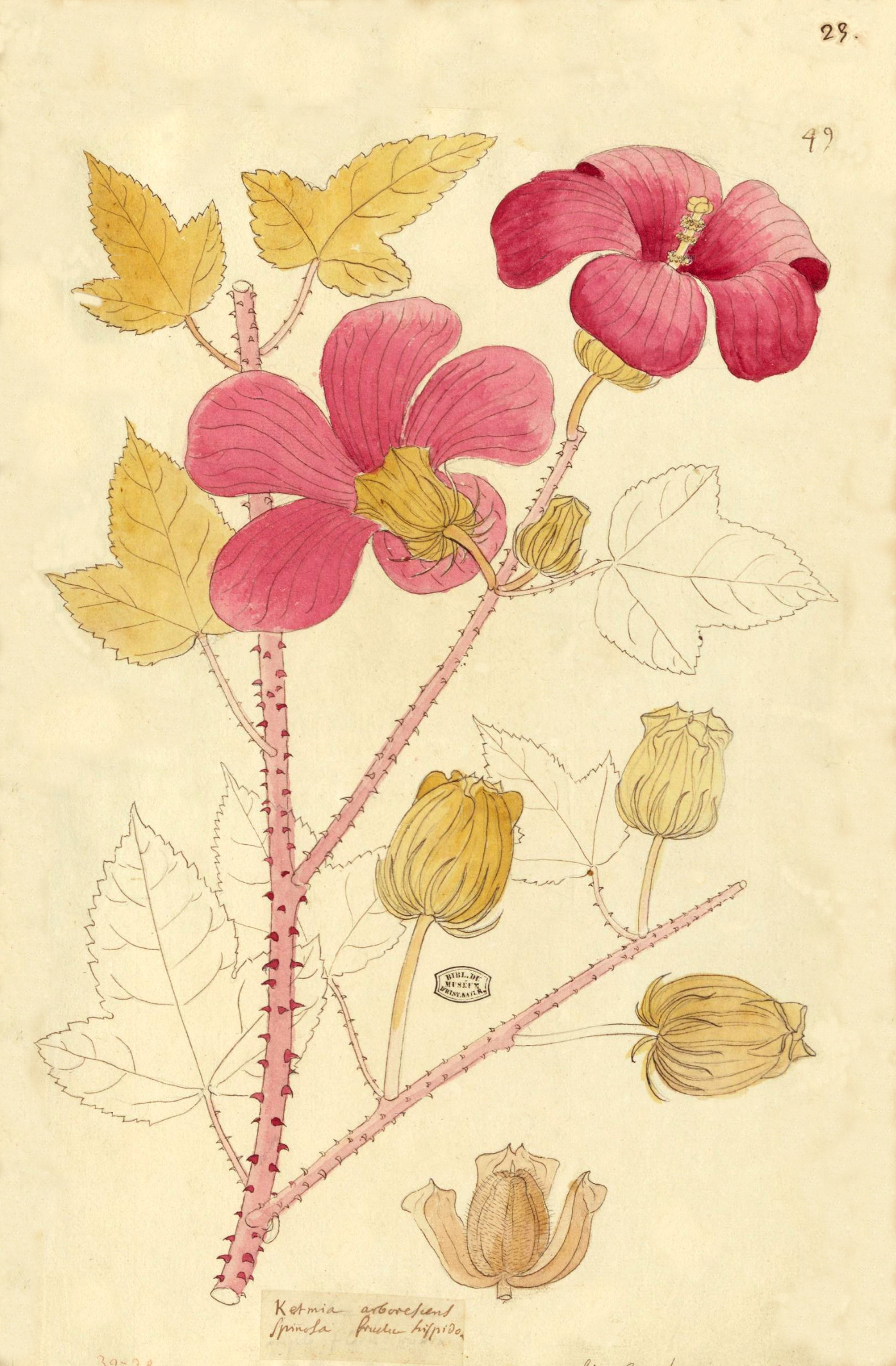
planche originale manuscrite de Plumier « Ketmia arborescens spinosa fructu hispido ».

Aublet a publié le Hibiscus trilobus, à partir de la publication pré-linnéenne du protologue de Plumier basée sur le type que ce dernier avait observé à Saint-Domingue, dans la région de « Louis »(?) :
« Ketmia cauleata, flore ampliſſimo, coccineo. Plum. Cat. P. 2 Tourn. infl. p. 101.
Hibiscus foliis trilobis, ſerratis, caule aculeato.
Narinampuli H. Malab. tom. 6. Tab. 44?
FIGURA PRIMA.
Planta fruticoſa, cujus caulis & rami, ut & foliorum petioli aculeis recurvis exaſerati.
Folia triloba, acuta, ſerrata, petiolata, lacinia intermedia majore.
Flores ingentes, patuli, coloris coccinei.
Capſula ſemilanis ſtrigoſa, pilisque hirta, unde patet ſumma hujus plantæ adfinitas cum foliis Hibiſso Sabdarifa & Surattenſi Linn. ſpec. p. 695. a quibus tamen foliis trilobis quinquepartitis, ut & corolla coccinea diſſert. »
— Plumier in Burman (1757)

Il s'est néanmoins trompé dans son identification, car cette espèce est absente de Guyane où il rapportait l'avoir rencontrée : 
« HIBISCUS (trilobus) foliis trilobis, ferratis, caule aculeato; Burm. Amer. p. 152. tab. 159.
Narinampuli. H. Malab. t. 6. tab. 44.
Ketmia aculeata, flore ampliſſimo, coccineo. Plum. Cat. 2. Mſſ. 25. tom. 4. »
— Fusée-Aublet, 1775.

### Sous-espèces
On distingue 3 sous-espèces dans Hibiscus trilobus :
- Hibiscus trilobus subsp. hirsutus O.J. Blanch. & Fryxell, 2000
- Hibiscus trilobus subsp. ingratus (Miq.) O.J. Blanch. & Fryxell, 2000
- Hibiscus trilobus subsp. trilobus

## Description

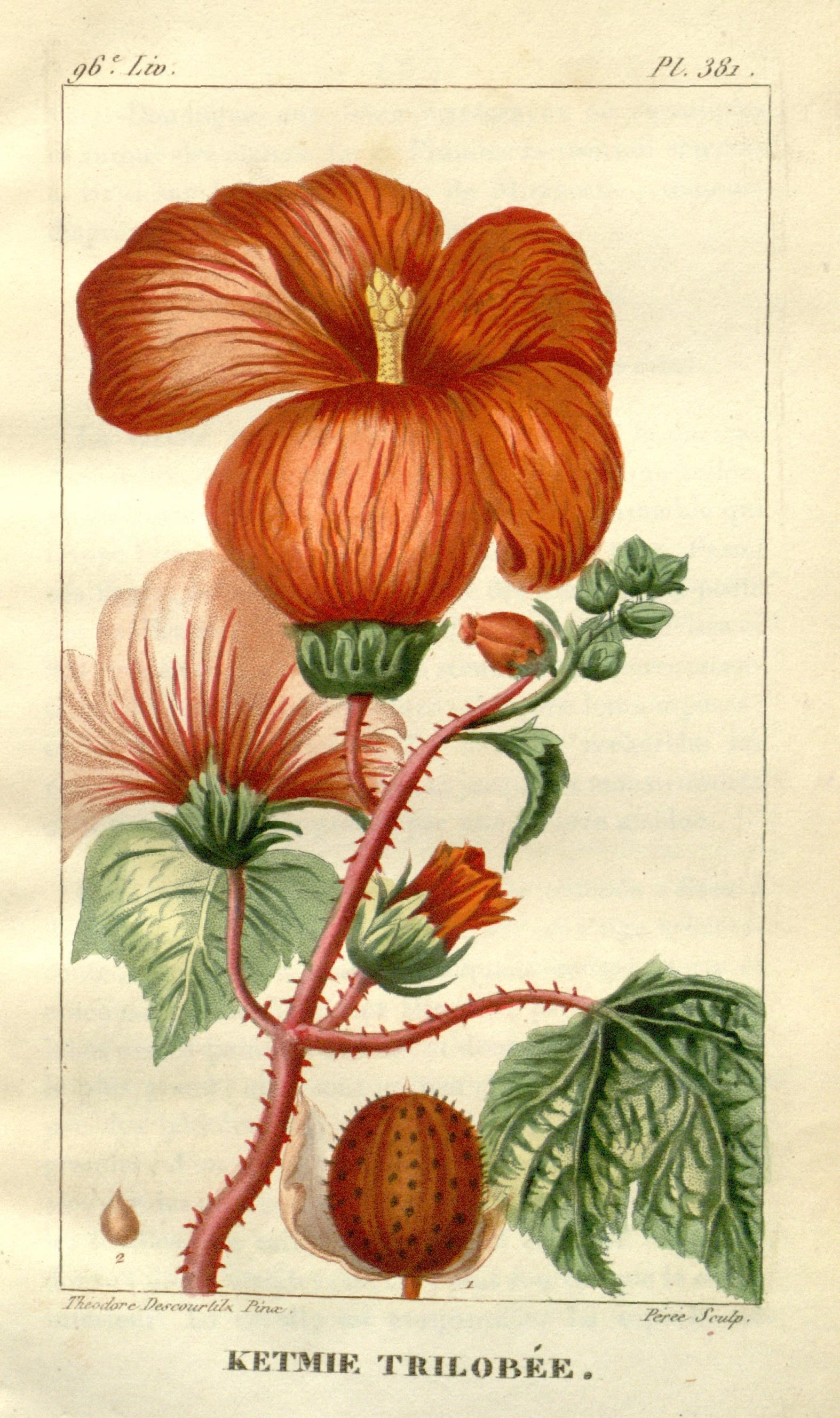
Ketmie trilobée (Hibiscus trilobus) par Descourtilz (1828)

Hibiscus trilobus est un sous-arbrisseau ou un arbuste.
Ses tiges portent d'abondantes épines, longues de 2–4 mm.
Les feuilles sont généralement dentelées et 3-lobées.
Les stipules mesurent généralement moins de 15 mm de long, et sont subulées.
Ses ±10 bractées involucellaires sont distinctes et étroitement linéaires (non bifurquées).
Les lobes du calice sont dépourvus de nectaire sur la nervure médiane.
La corolle est de différentes couleurs et tailles, avec des pétales longs de 9–11 cm
Les fruits de 3,5 à 4 cm de long.

## Répartition
Hibiscus trilobus est présent au Guatemala, au Bélize, en Jamaïque, à Hispaniola, à Porto Rico, au Venezuela, et au Suriname.

## Écologie
Au Venezuela  et au Suriname, la sous-espèce Hibiscus trilobus subsp. ingratus (Miq.) O.J. est un sous-arbrisseau ou un arbuste érigé atteignant 1 m de haut, nettement épineux, et que l'on rencontre dans des habitats non littoraux de marais et de berges de cours, d'au autour de 50–100 m d'altitude dans le Bolívar